# Desmeocraera retiarius
Desmeocraera retiarius är en fjärilsart som beskrevs av Sergius G. Kiriakoff 1958. Desmeocraera retiarius ingår i släktet Desmeocraera och familjen tandspinnare. Inga underarter finns listade i Catalogue of Life.